# Водская пятина
Во́дская пяти́на (или Вотская пятина, Вотьская пятина) — северо-западная пятина Новгородской земли до XVIII века. 
Территория пятины была расположена между реками Волхов и Луга. Получила своё название по финно-угорскому народу водь, проживавшему на этих землях. Делилась на Корельскую (к западу от реки Волхов) и Полужскую половину.

## История

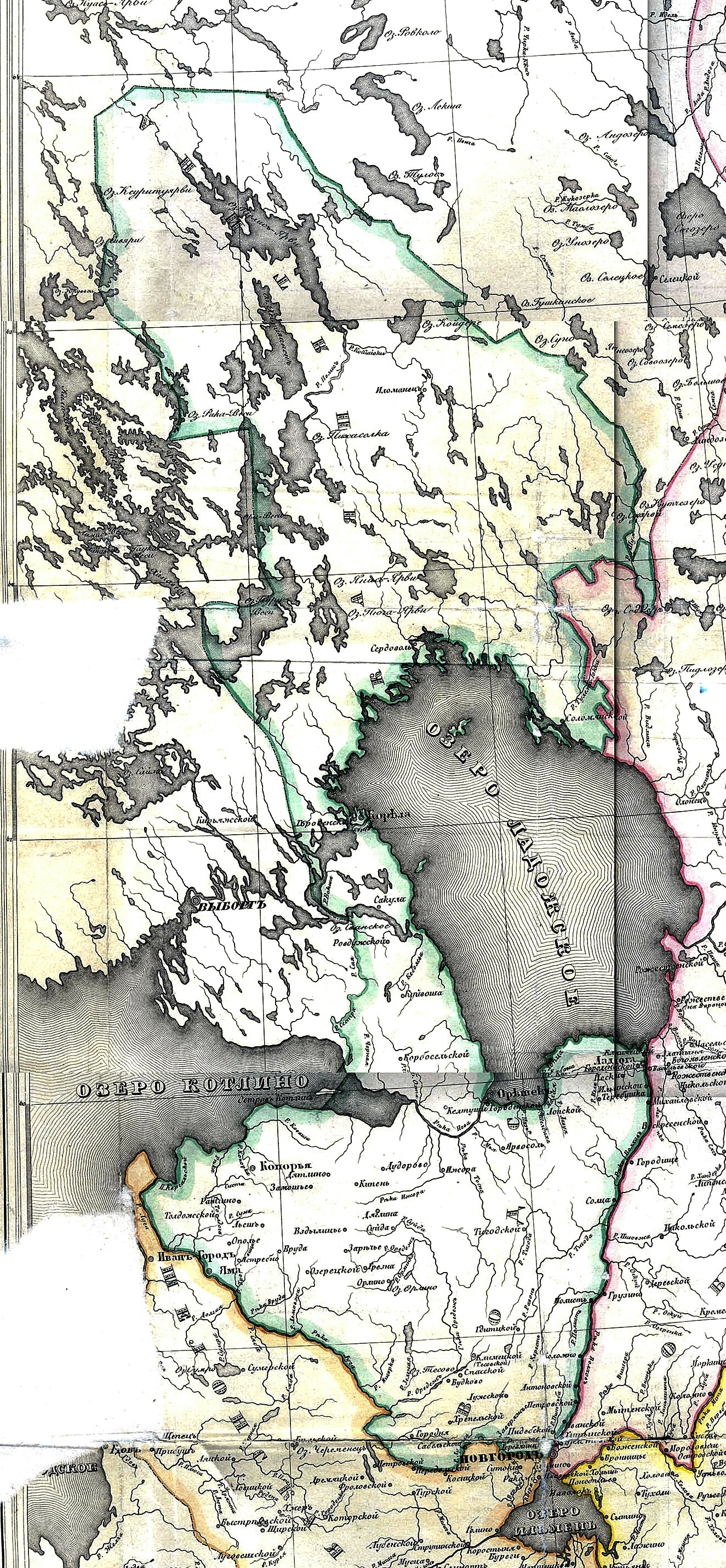
Водская пятина Новгородской земли, XVI век.

В 1478 году, по итогу московско-новгородской войны, Новгородская республика была присоединена к Московскому княжеству великим князем московским Иваном ΙΙΙ. После присоединения, в 1491 или 1492 году, великокняжескими писцами было начато описание Новгородских земель. Водская пятина была описана Дмитрием Васильевичем Китаевым и Никитою Губою Семеновым сыном Моклокова в 7008 году по древнерусскому летоисчислению (1499—1500).
С XVI века делилась на Корельскую и Полужскую половины. Граница между пятинами проходила по рекам, поэтому часто бывало так, что какой-либо погост делился между двумя пятинами. Иногда земли погоста делились и между уездами пятины.
Сохранялась как административно-территориальная единица вплоть до второй половины XVIII века.
Через Водскую пятину проходила Ивангородская дорога — дорога, построенная по указанию Ивана III и связавшая Великий Новгород с Ивангородом и Ямом — крепостями Северо-Запада России.
В 1565 году, когда царь Иван Грозный разделил Русское государство на опричнину и земщину, пятина вошла в состав последней.
В 1617 году по Столбовскому миру значительная часть Водской пятины отошла к Швеции (Ингерманландия).
В 1702 году эти земли были отвоёваны у шведов Петром I.
В 1708 году, в ходе губернской реформы царя Петра I (1708—1710), Водская пятина была включена в состав Ингерманландской губернии — первой губернии, учреждённой Петром I на территории России. С 1710 год в Санкт-Петербургской.

## Состав
Территория пятины делилась на две половины: Корельскую и Полужскую. На обеих половинах насчитывалось 6 уездов. Уезды делились на погосты и станы.
- Корельская половина (по западному берегу Волхова к Корельским погостам, зависевшим от города Корелы):
  - Новгородский уезд — Заверяжье, погосты: Григорьевский Кречневский или Кречново (1582), Никольский Пидебский, Егорьевский Лузский (Луской), Дмитриевский Гдитцкий, Климецкий Тёсовский, Спасский на Оредежи (Аредежи), Сабельский, Успенский Хрепельский или Хрепль, Косицкий (Коситцкой), Никольской Передольской (Передолской), Дмитревской Городенской, Никольский Бутковский, Ильинский Тигодский, Солецкий на Волхове, Андреевский (Ондреевской) Грузинский, Успенский Коломенский на Волхове, Антоновский (Онтоновский) на Волхове, Петровский на Волхове, Иванский Переездский на Волхове (Иванской Переежской);
  - Корельский уезд — Городенский Воскресенский, Михайловский Сакульский, Васильевский Ровдужский, Богородицкий Кирьяжский, Никольский Сердовольский, Ильинский Иломонский, Воскресенский Соломянский.
  - Копорский уезд — Каргальский Никольский, Егорьевский Радчинский, Ильинский (Никольский) Заможский, Покровский Дятелинский, Дмитриевский Кипенский, Богородицкий Дягилинский, Спасский Орлинский, Никольский Грезневский, Никольский Суйдовский, Покровский Озерецкий, Зарецкий стан, Спасский Зарецкий, Никольский Ястребинский, Григорьевский Ильешский, Богородицкий Врудский, Егорьевский Вздылецкий;
  - Ореховский уезд — Спасский Городенский, Иванский Куйвошский, Воздвиженский Корбосельский, Ильинский Келтушский, Егорьевский Лопский, Введенский Дудоровский, Никольский Ижерский, Никольский Ярвосольский. В Ореховецком уезде находился город Ниен с крепостью Ниеншанц, возникший в XVII веке;
- Полужская половина (по реке Луга, а именно — по правому её берегу):
  - Ямской уезд — Воздвиженский Ополецкий, Никольский Толдожский, Егорьевский Радчинский;
  - Ладожский уезд — Пречистенский Городенский, Ильинский на Волхове, Фёдоровский Песоцком, ЕгорьевскийТеребужский, Малая Лопца, Михайловский на Пороге (на Волхове), Никольский села Городища[10];